# Estafili
Estafili - Stafilio - fou bisbe de Girona a mitjans del segle vi. La seva existència és documentada per les actes del Concili de Barcelona (540), al que assistí, tot i que no apareixen les signatures, amb els bisbes Sergi de Tarragona (metropolità), Nebridi de Barcelona; Caronci d'Empúries, Joan de Saragossa, Asellus de Tortosa i Andreu de Lleida; i les del Concili de Lleida de 546 a les que delegà la seva assistència al seu prevere Grat (Gratus) per causa desconeguda. Es desconeix tant la duració exacta del seu episcopat com la data del seu decés.